# Charles Tilstone Beke

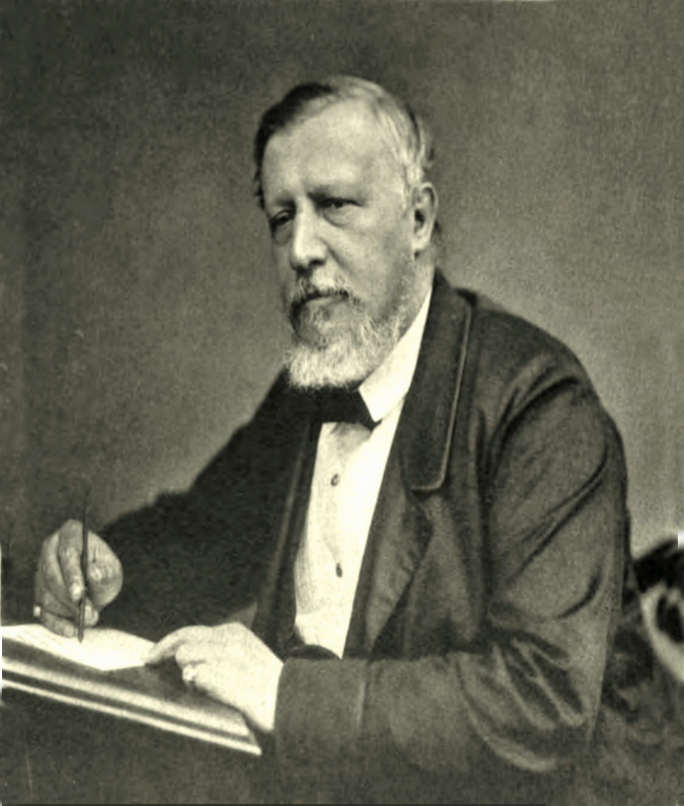
Charles Tilstone Beke (1870)

Charles Tilstone Beke (* 10. Oktober 1800 in London; † 31. Juli 1874 London) war ein britischer Afrikaforscher.

## Leben
Nach einer Lehre als Kaufmann studierte Beke zunächst Rechtswissenschaften. Doch schon bald beendete er sein Studium, um sich historischen, ethnographischen und philologischen Studien zuzuwenden. In dieser Zeit verfasste Beke erste wissenschaftliche Werke wie zum Beispiel Origines Biblicae (1834), welche aber aufgrund der strengen Bibeltreue Bekes europaweit scharf kritisiert wurden.
1837 unternahm er schließlich seine erste Forschungsreise. In Palästina untersuchte er die Senke am Toten Meer.
1840 bis 1843 bereiste Beke schließlich Abessinien; diese Expedition sollte ihm bleibenden Ruhm einbringen: Er kartographierte 181.300 km² Äthiopiens und erforschte bis dato unbekannte Gebiete im Süden des Landes. Beke gelang es den ungefähren Lauf des Blauen Nils zu bestimmen und er sammelte Vokabeln von 14 verschiedenen Sprachen und Dialekten. Über diese Expedition erschien Bekes bedeutendstes Werk Abyssinia. A Statement of facts (1846).
Das weitere Schaffen Bekes ist vor allem mit der Suche nach den Nilquellen gekennzeichnet, so beschäftigten sich zum Beispiel seine Bücher Essay on the Nile and its tributaries (1847) und The Sources of the Nile (1860) mit dem Fluss.
1865 führte ihn eine Mission zur Befreiung britischer Gefangener erneut nach Abessinien, diese misslang jedoch. Seine Eindrücke hat Beke im Werk The British Captives in Abyssinia (1865) verarbeitet.
Eine letzte Reise führte Beke schließlich nach Ägypten, an die Bucht von Akaba und ins nordwestliche Arabien. Über diese letzte Forschungsreise verfasste er Discoveries of Sinai in Arabia and of Midian (1874), welches postum von seiner Witwe publiziert wurde.